# Перемиський замок
Перемиський замок (пол. Zamek Kazimierzowski) — фортифікаційна споруда у Перемишлі, належав до найдавніших у Галицькому князівстві. Замок розташований на Замковій горі, заввишки 270 м над р. м., над центральною частиною міста Перемишля (Польща), на східному (правому) березі річки Сяну.

## Історія
Місце розташування першого укріплення, що дало початок місту залишається дискусійним. Існує давня традиція локалізувати перший перемиський дитинець із місцевістю Старе Замчисько (також гора Трьох Хрестів), що розташовувалася південніше нинішнього замку, навпроти колишнього броду через Сян.
Під час спорудження у ХІХ столітті на Старому Замчиську австрійських укріплень знайдено багато артефактів військового призначення, сліди кам'яних мурів та спалені балки, що може свідчити про обґрунтованість таких припущень. З чим пов'язаний занепад попереднього дитинця та його перенесення на місце нинішнього також залишається не розв'язаним питанням так само і те яких із них був зайнятий київським князем Володимиром у 981.
Перемишль лежав на важливій переправі через ріку Сян (Перемишльська брама) торгового шляху з Чорного моря, Галичини, Києва до Польщі, Балтики та через перевали Карпат до Угорщини, Словаччини, Моравії. Припускають, що київський князь Ярослав Мудрий після смерті старшого сина Володимира віддав у 1054 своєму онуку князю Ростиславові Володимировичу Червенські городи і Галицьку землю (до 1060). Після смерті князя його сини стали «ізгоями», перебуваючи при княжому дворі на Волині.
У 1071 з весни до осені польський князь Болеслав II Сміливий тримав в облозі Перемишль, оборонці якого, зрештою, піддались через брак їжі та води.
Біля 1084 князю Рюрикові Ростиславичу вдалось зайняти Перемишль, скориставшись підтримкою населення, волинсько-київською княжою міжусобицею та боротьбою князів у Польщі. Найбільші міста Галичини — Теребовлю і Звенигород — посіли його брати Василько і Володар, якому після смерті брата Рюрика в 1092 перейшов Перемишль.
До середини XI ст. Перемишль декілька разів безуспішно облягали війська руських князів і угорських королів. Припускають, що певний час Перемишль був головним центром володінь князя Лева I. Після захоплення Галицької Руси Казимиром III замок у Перемишлі належав до володінь королів, а місто було до XVIII ст. столицею Перемишльської землі Руського воєводства.

## Опис

### Руський період
Найдавніший замок Перемишля був обведений дерев'яними клітями-городнями, що виконували житлову і господарську функції, земляними валами. Час виникнення палацового комплексу із ротондою точно не відомий і може відноситись до XI століття, або і більш давнього періоду. Польські історики рухаючись у руслі так званої "Казимирівської легенди", приписують зведення мурованого готичного замку в 1340 р. королю Казимиру III, як і Високого замку у Львові, причому ще у хроніках XV ст. Яна Длугоша, XVIII ст. Адама Нарушевича йшлось про мури замку, начебто відновлені поляками після облоги 1071 р., а інші хроніки посилались на тогочасні руські джерела, де згадували «перемишльський кремль(?)». Та й замок площею 0,5 гектара у ті часи неможливо було звести лише за кілька років. Встановити час будівництва замку майже неможливо, оскільки до нашого часу дійшла лише надбрамна вежа, можливо, збудована у XIV ст.

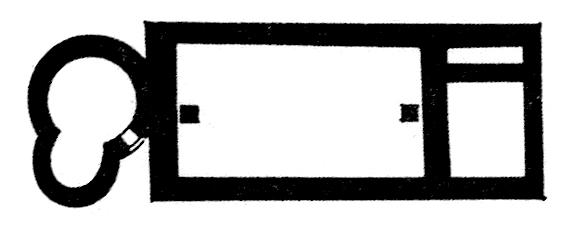
План комплексу церкви-ротонди і княжих палат Перемиського замку. XI ст.
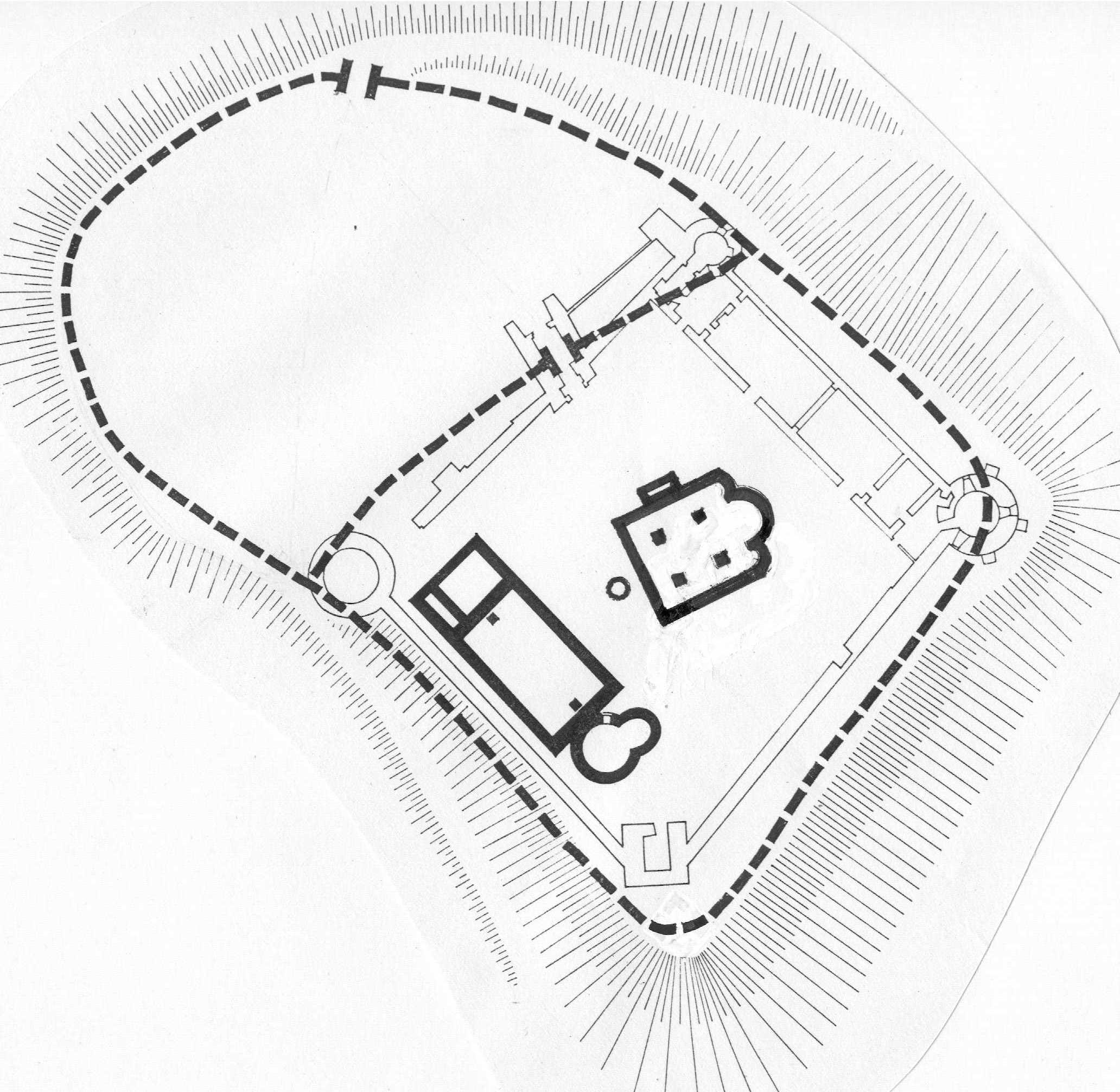
План Перемишльського дитинця в середині ХІІ ст. Авторська реконструкція В. Петрика
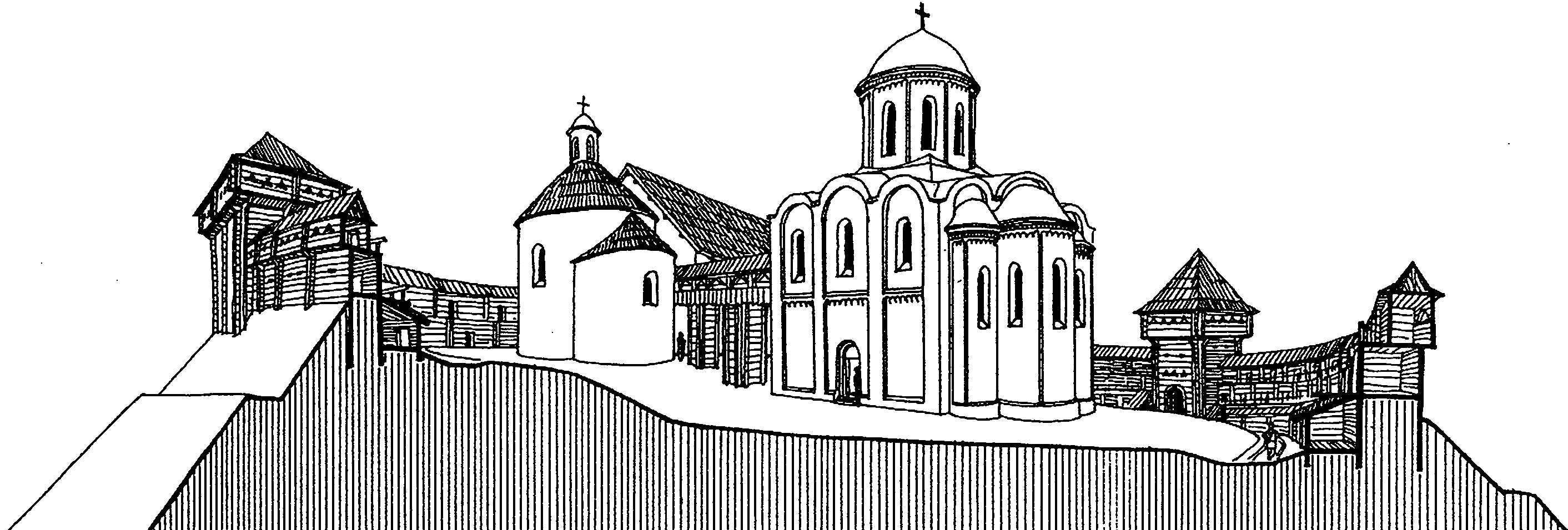
Дитинець города Перемишля в середині ХІІ ст. Авторська реконструкція В. Петрика
Гіпотетичний вигляд замку на початку XV ст. з церквою-ротондою, княжими палатами, церквою св. Івана, пригородком. Автор Качор І. В.

#### Собор Івана Хрестителя

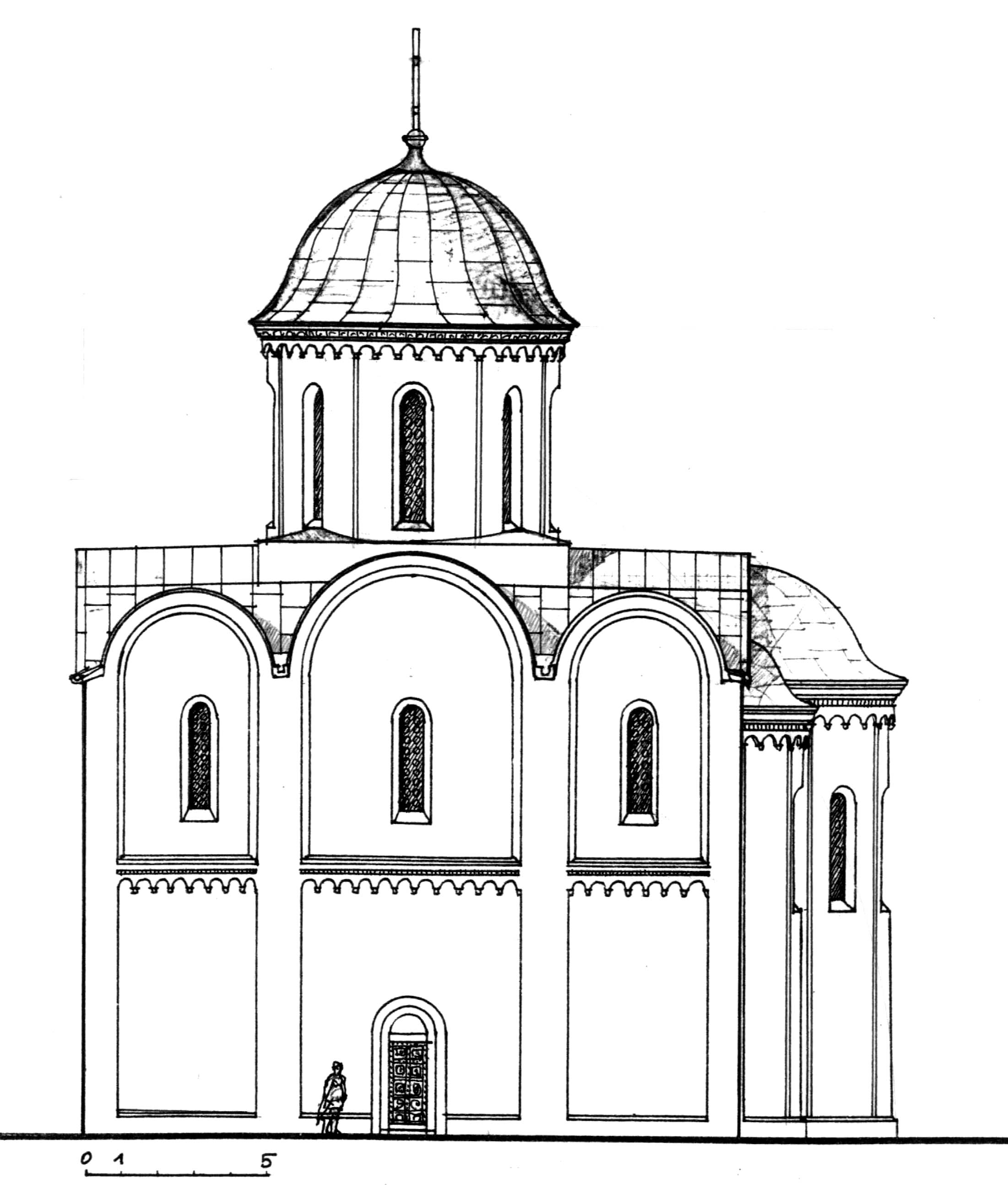
Реконструкція вигляду південного фасаду церкви Св. Івана Хрестителя (рисунок В.Петрика)

Відомо, що князь Володар Ростиславич на замковому дитинці вимурував у 1119—1124 роках з тесаного каміння церкву святого Івана Хрестителя, де його і було поховано. Ймовірно, він прибудував до давньої церкви-ротонди княжу палату. Можливо, у замку на XIII ст. була вежа-стовп, як і в інших княжих містах. У церкві зберігалися дві руських хоругви з XI століття.
У 1412 році король Владислав II Ягайло, вирушивши з Медики до Перемишля в супроводі, зокрема, естергомського єпископа, почув звинувачення від німців у покровительстві «схизматиків». У відповідь на закиди наказав передати латинникам руський кафедральний собор у центрі міста (чи замкову церкву святого Івана), збудований з тесаного каменю, перед перехрещенням «викинувши наперед трупи і попели русинів». У 1460 р. її розібрали, використавши каміння для будівництва фарного костелу в місті, причому кожен камінь везли спочатку до Сяну, щоб відмити з «гріхів схизматиків».

### Польський період
У польській історіографії, на основі хроніки Я. Длугоша, усталилась думка, що після захоплення Перемишля королем Казимиром III, він побудував новий кам'яний замок (на місці руського дерев'яного). Однак, числення археологічні дослідження не дали жодного матеріалу про нове будівництво часів Казимира. Після звісток про руйнацію руського собору Різдва Івана Хрестителя, наступною згадкою про замок, є повідомлення про його спалення волохами у 1498 р. Згодом, з наказу Сигізмунда I Старого його відновив у 1514—1553 роках перемишльський староста Петро Кміта-Собенський, завершивши стіни гурдиціями. Замок відділяв рів зі звідним містком у двоярусній надбрамній вежі від пригородку, у дерев'яних вежах якого була брама із заходу і піша хвіртка з південно-західного боку. Пригородок мав господарський характер, а сам замок отримав у плані вигляд квадрата із вежами на кутах. Всередині він був забудований дерев'яними спорудами господарського характеру. В'їзд до замку в цей час був влаштований із південно-західної ділянки стіни.
Перемишльський староста Мартин Красицький розпочав 1616 р. перебудову замку в ренесансному стилі на замок-резиденцію. Роботами керував архітектор Ґалеаццо Аппіані (Galeazzo Appiani), який тоді ж перебудовував для нього родовий замок у Красичині. Вежі було підвищено і завершено аттиками, до північно-східного муру прибудували житлове крило, але смерть старости 1631 року припинила будівництво галереї біля житлового крила і всю перебудову. Після декількох облог XVII ст. дерев'яний пригородок на 1663 р. стояв знищений, а південна і західна вежі замку, куртина поміж ними лежала в руїні. У 1667 р. Комісія ухвалила рішення відбудувати замок, але староста Марцін Контський 1678 р. зміг відновити тільки арсенал. Лише у 1759—1762 роках перемишльський староста і майбутній король Станіслав Понятовський відбудував замок, розібравши руїни двох веж, мур між ними і збудувавши на дитинці замку новий мур на відстані 10 м від розібраного. Також надбрамну вежу посилили контрфорсами.

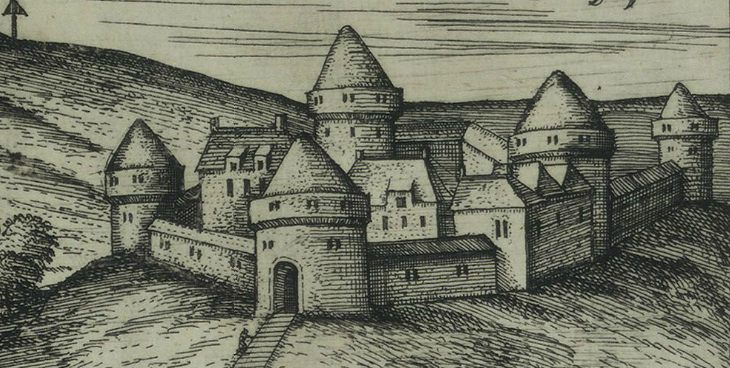
Перемишльський замок. Фрагмент гравюри Перемишля Франса Гоґенберґа з атласу Ґеорґа Брауна. 1617 рік
Панорама м. Перемишль середини XIX ст. Над містом видніються руїни веж замку з аттиками. Художник Наполеон Орда

### Австрійський період
Після поділу Речі Посполитої австрійці розмістили в замку казарми свого війська. На замковому узгір'ї 1842 розбили парк, насадивши дерев і розкопавши залишки земляних валів замку, який 1865 р. уряд передав місту. 6 липня 1895 року у театральній залі Замку відбулось віче Української радикальної партії під головуванням С. Новаківського, делегати вимагали запровадження в Австрії загального виборчого права та звільнення від податків і важких дорожніх робіт. Участь у віче взяло 1200 селян, 300 робітників та студенти. Подібні збори відбулись в театральній залі замку і у 1899 році. Під час 1-ї світової війни австрійці в замку утримували до двох тисяч російських полонених. 
Реставрацію замку проводили у 1920-х роках, а в 1980-х роках відбудували дві кутові вежі і куртину поміж ними.

## Галерея

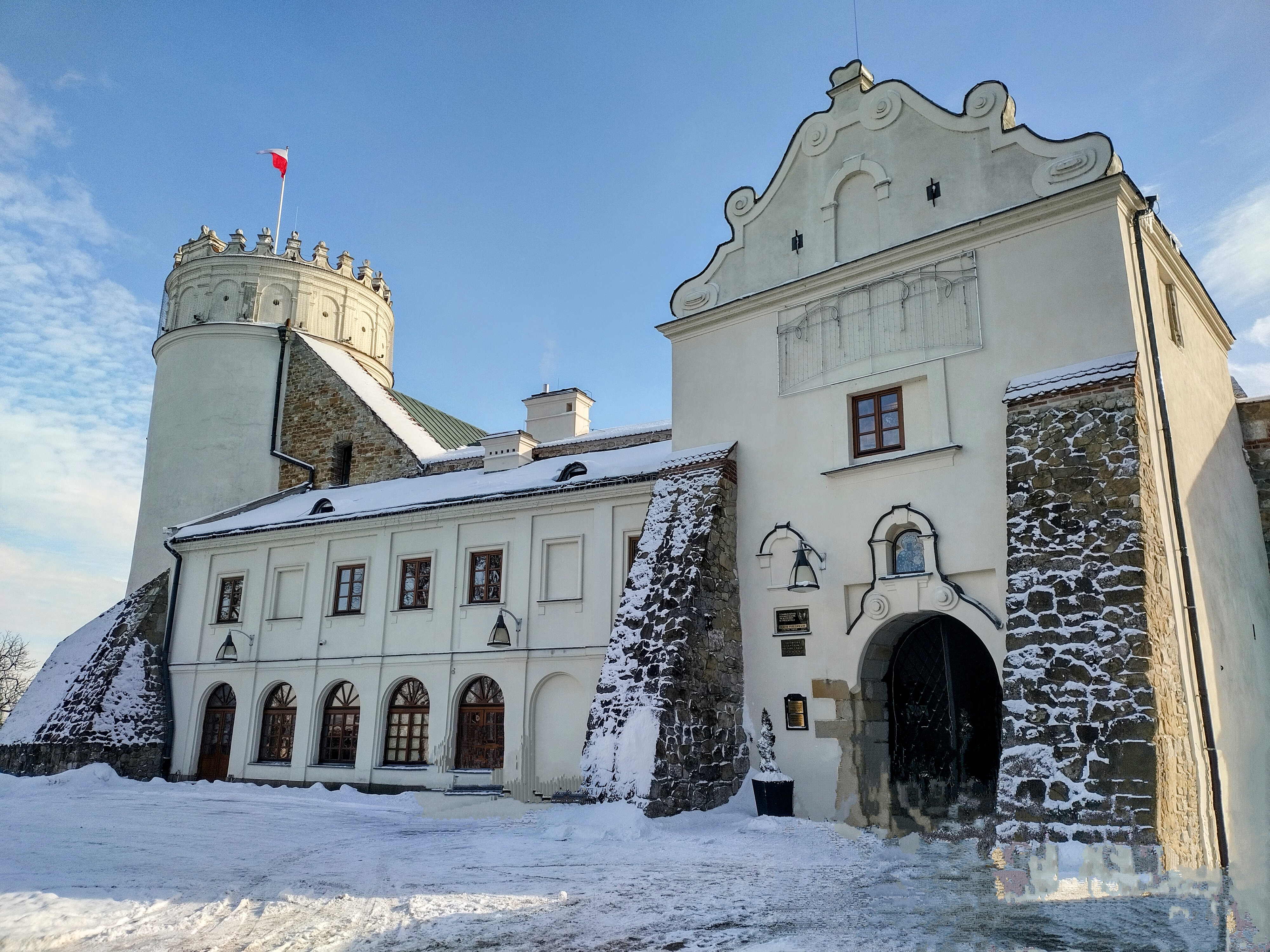
Замок взимку 2024 року
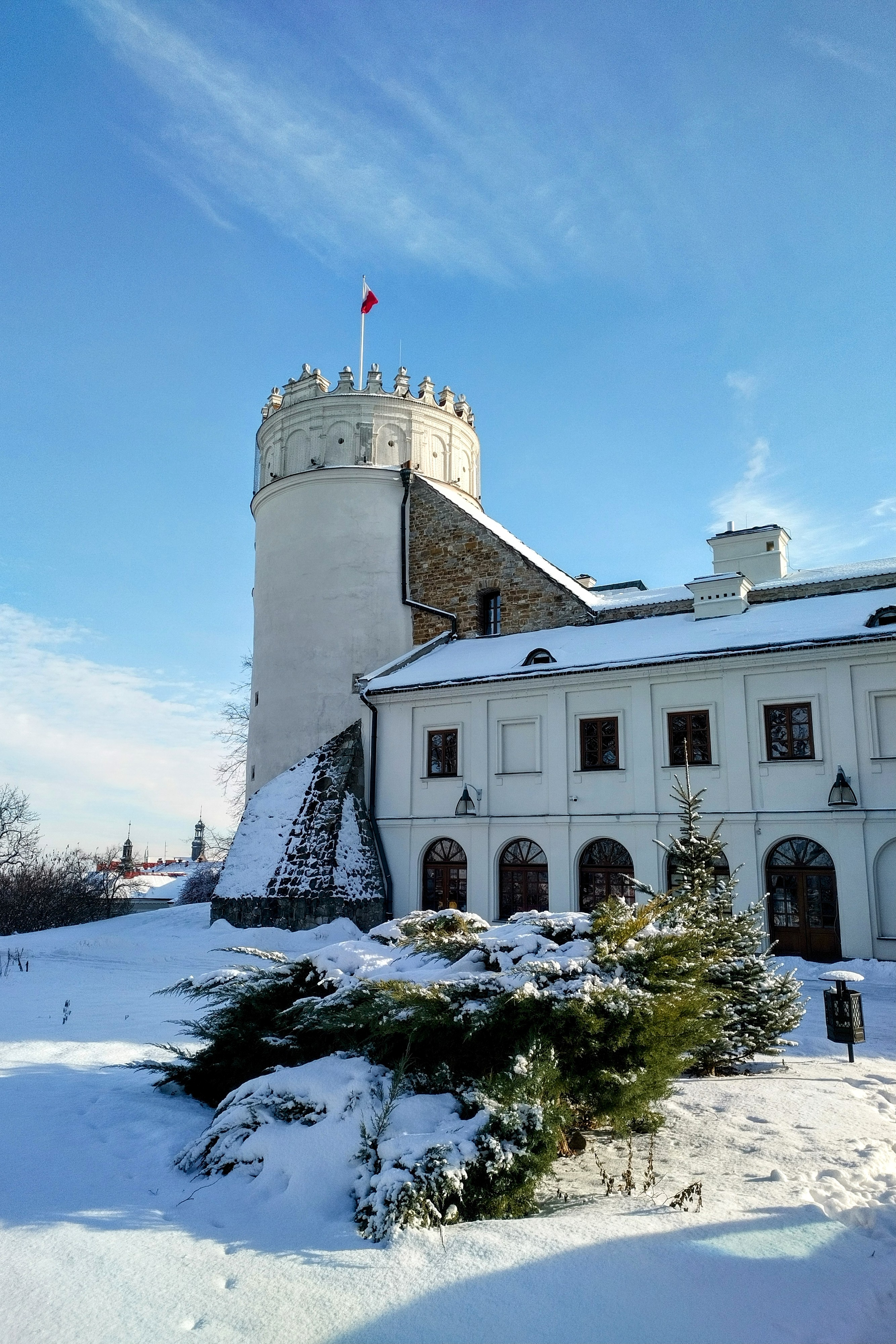
Кутова вежа
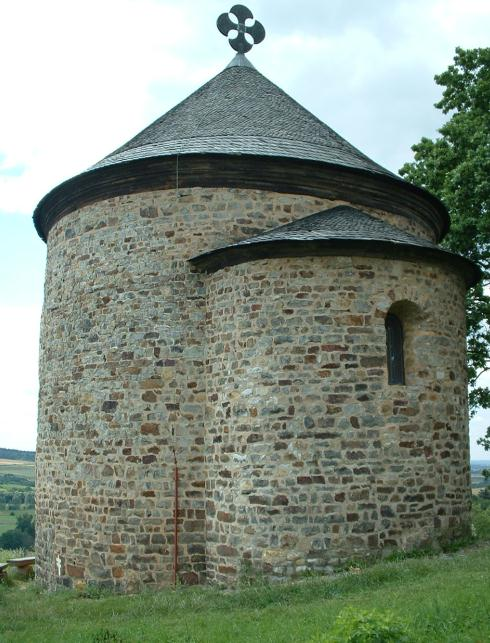
Ротонда в місті Стари Пльзенец, Чехія